# Astrid Roll Thommessen
Astrid Roll Thommessen, född 12 oktober 1881 i Kristiania, död 24 december 1956, var en norsk målare.
Hon var dotter till juristen Ferdinand Nicolai Roll och Sophie Knudtzon samt med gift redaktören Bjørn Thommessen och mor till Pelle Thommessen samt syster till författaren Nini Roll Anker.
Hon studerade konst privat och medverkade i Statens Kunstutstilling några gånger på 1910-talet. Hennes konst består huvudsakligen av porträtt.